# HD 224906
HD 224906 — звезда, бело-голубой гигант, находящийся в созвездии Андромеда на расстоянии приблизительно 1142,43 св. лет от Земли. По состоянию на 2007 год, радиус звезды оценивается в 7,22 солнечного радиуса. Исходя из отрицательной радиальной скорости, звезда приближается к Солнцу. Планет у HD 224906 обнаружено не было. Звезда видима невооружённым глазом на ночном небе.